# Te Mata
Der Te Mata ist ein 399 m hoher Berg in dem östlichen Ausläufer der Kaokaoroa Range in der Region Hawke’s Bay auf der Nordinsel von Neuseeland. Bedeutung erlangte der Berg durch die Gründung des Te Mata Trust Park im Jahr 1927 und die Aussicht über den gesamten Hastings District und darüber hinaus, von der Bergspitze aus. Von Havelock North führt eine zwölf Kilometer lange Straße auf den Gipfel.

## Geografie
Die Bergkette beidseitig des Te Mata erstreckt sich entlang des Tukituki Rivers in nordöstliche Richtung und wird im Nordosten durch den Fluss begrenzt. Nordwestlich der Bergkette tut sich die Weite der Heretaunga Plains auf und im Südwesten findet sie über dem 490 m hohen Mount Erin die Fortsetzung in den Kaokaoroa Range.

## Geologie
Die Bergkette besteht hauptsächlich aus Kalkstein und war ursprünglich mal Meeresgrund. Durch die tektonischen Verschiebungen und Aufwerfungen, die durch das Aufgleiten der Australischen Platte auf die Pazifische Platte an der Ostküste der Nordinsel Neuseelands entstehen, ist diese Bergkette letztendlich entstanden.

## Māori-Legende

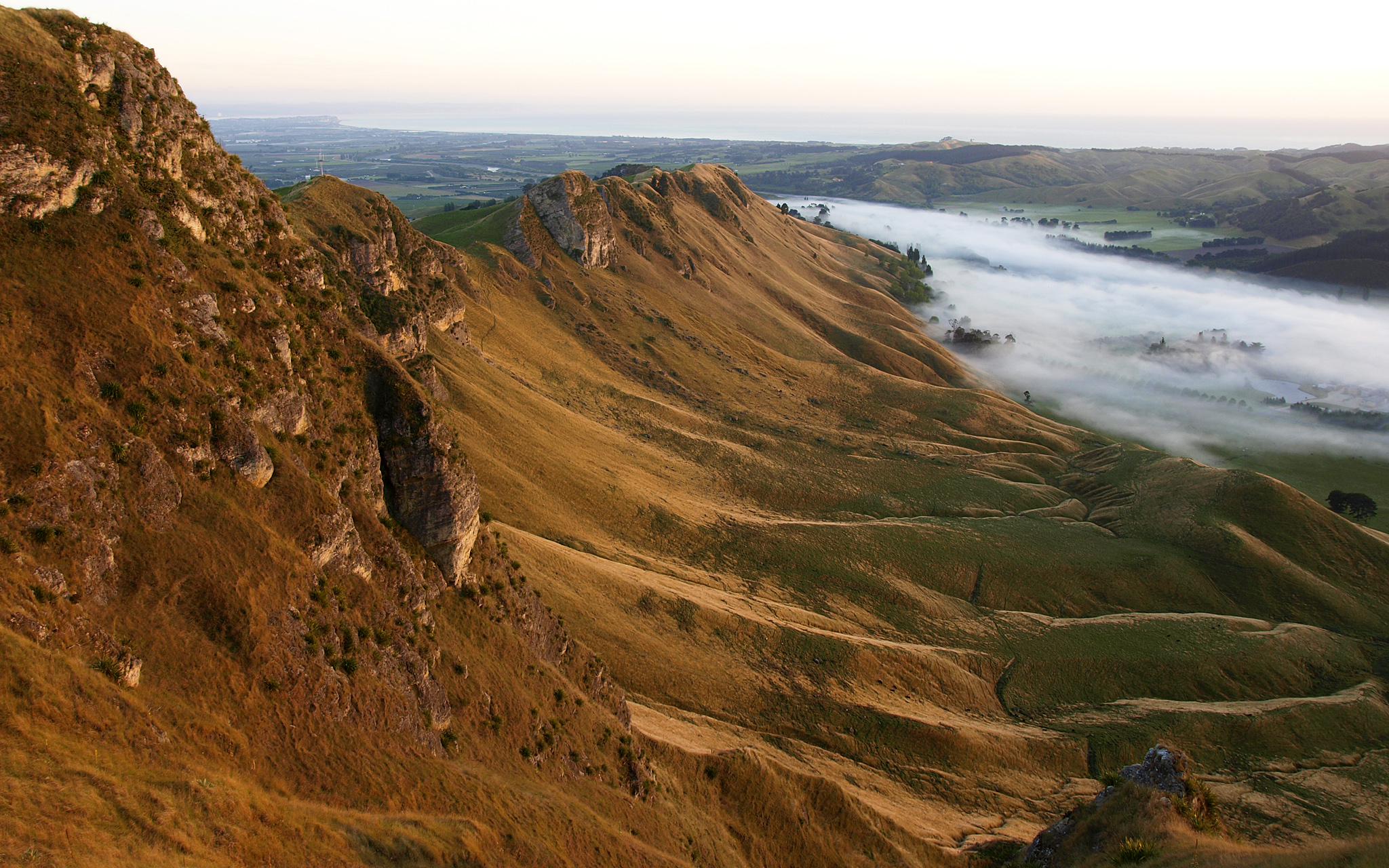
Die nordöstlich verlaufende Bergkette vom Te Mata aus gesehen.

In den Māori-Legenden ist der Berg als der schlafende Riese Te Mata O Rongokako, Māori-Chief und Vorfahre des Iwi der Kahungunu, oder übersetzt auch als das Gesicht des Rongokako bekannt. Es wird erzählt, dass sich der Māori-Chief in die Tochter des Anführers des Iwi der Heretaunga verliebte und deshalb davon absah den Stamm anzugreifen. Um die Geliebte nun aber haben zu können, wurde ihm einige schwierig zu lösende Aufgaben gestellt, damit er beweisen konnte, dass er auch der Richtige sei. Er bestand alle Prüfungen, doch bei dem Versuch sich einen Weg durch die Hügel zu essen, versagte er, starb und wurde zum Berg.

## Geschichte
1854, in dem Jahr seiner Ankunft in Neuseeland, kaufte John Chambers, Sohn einer englischen Quäkerfamilie, 600 Acres (rund 2,4 km²) Land in der Gegend um Tarawera in der Region Bay of Plenty. Doch Kontroversen um das Land ließen ihn das Land gegen Land um Te Mata herum tauschen. Das dauerte einige Zeit und 1862 war der Kauf dann perfekt. Mit weiteren Landkäufen und guten Geschäften in der Schafzucht wurde Chambers mit 18.000 Acres und 35.000 Schafen zum Großgrundbesitzer und einflussreichstem Farmer der Gegend. Kurz vor seinem Tod teilte er das Land unter seinen drei Söhnen auf, die 98 ha davon im Jahr 1927 dem Hawke’s Bay County Council schenkten um die Gründung des Te Mata Trust Park zu ermöglichen.